# 1962 ve fotografii

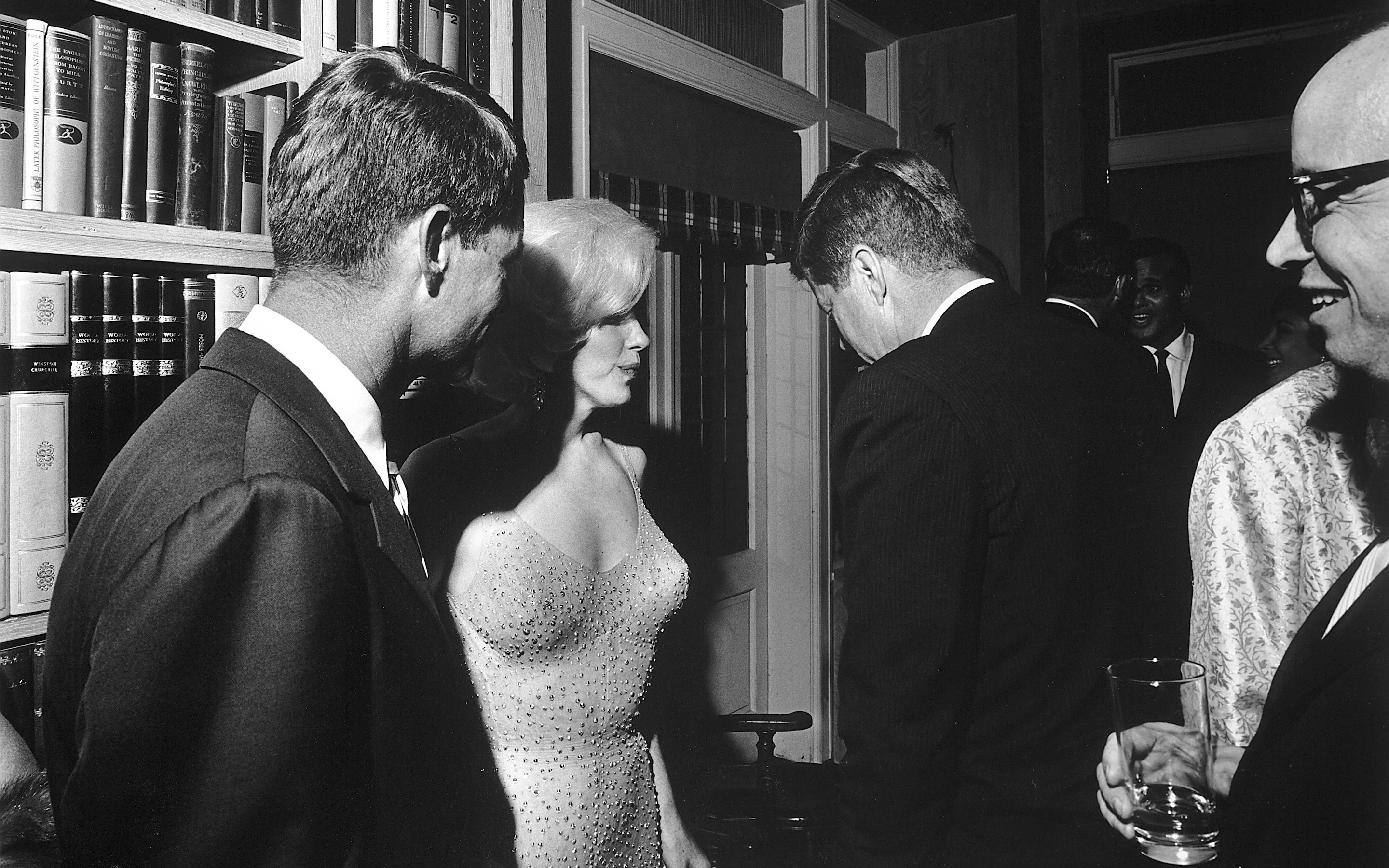
Marilyn Monroe s bratry Kennedyovými po narozeninové oslavě v Madison Square Garden, květen 1962

Tento článek popisuje významné události roku 1962 ve fotografii.

## Události
- Výstava Color Photography, Ernst Haas, první výstava barevných fotografií na půdě Museum of Modern Art (MoMA), New York.
- Výstava Jean-Louis Swiners, Prix Niépce 1962, Francouzská národní knihovna.
- květen – Vznikla fotografie Marilyn Monroe s bratry Kennedyovými po narozeninové oslavě v Madison Square Garden.
- Diane Arbusová pořídila fotografii Child with Toy Hand Grenade in Central Park (Dítě s hračkou ručního granátu v Central parku),[1] New York City 1962, (Na snímku je zachycen Colin, syn wimbledonského vítěze Sidneyho Woodse)

## Ocenění
- World Press Photo – Hector Rondon Lovera
- Prix Niépce – Jean-Louis Swiners
- Prix Nadar – Alexander Liberman
- Zlatá medaile Roberta Capy – Peter Dehmel a Klaus Dehmel
- Cena za kulturu Německé fotografické společnosti – Alfred Eisenstaedt a Otto Steinert
- Pulitzer Prize for Photography – Paul Vathis, Harrisburg, Pensylvánie, Associated Press, za snímek Serious Steps, zveřejněný 22. dubna 1961.

## Narození v roce 1962

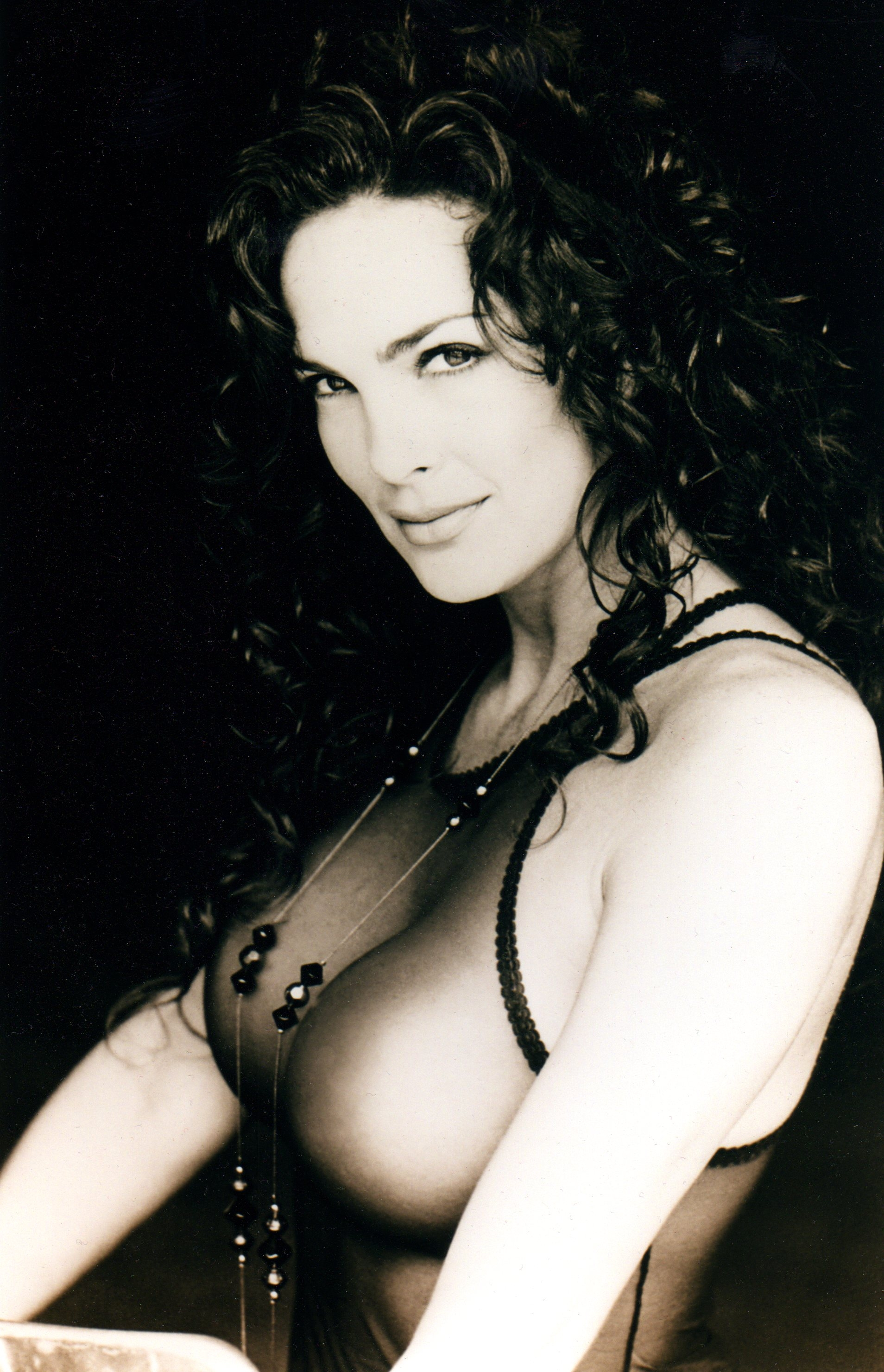
V roce 1962 se narodila modelka Julie Strain

- 19. ledna – Rudolf Švaříček, český cestovatel, fotograf, spisovatel a horolezec
- 8. února – Siri Wollandová, norská fotografka
- 13. února – Hynek Adámek, geograf, novinář, fotograf a publicista
- 14. února – Ken Oosterbroek, jihoafrický fotožurnalista († 18. dubna 1994)
- 16. února – Julia Hedeová, švédská filmová režisérka, fotografka a bývalá dětská herečka
- 18. února – Julie Strain, americká herečka a modelka († 10. ledna 2021)
- duben – François Robineau, francouzský fotograf
- 17. března – Vasil Stanko, slovenský fotograf, patří do skupiny fotografů označované jako slovenská nová vlna[2][3] spolu s Tono Stanem, Rudo Prekopem, Kamilem Vargou, Miro Švolíkem a Peterem Župníkem
- 9. dubna – Ihor Volodymyrovyč Podolčak, ukrajinský režisér, scenárista, producent, fotograf, výtvarník a kurátor moderního umění
- 2. května – Alexandra Boulat, francouzská fotografka († 5. října 2007)
- 10. června – N. A. Naseer, indický fotograf divoké přírody
- 5. července – Maria Lantzová, švédská umělkyně, spisovatelka, fotografka, kurátorka a akademička
- 12. července – Dixie Dansercoer, belgický průzkumník, vytrvalostní sportovec a fotograf († 7. června 2021)
- 17. července – Samuel Fosso, kamerunský fotograf
- 18. července – Sergej Leontjev, ruský fotograf, pouliční a experimentální fotografie, s kolegy založil skupinu „Přímá fotografie“ († 16. března 2023)
- 31. července – Pascal Quittemelle, francouzský fotograf
- 11. srpna – Christian Aaron Boulogne, francouzský fotograf a herec († 20. května 2023)
- 23. října – Sarah Lucasová, anglická výtvarnice, věnující se několika uměleckým oborům, vytváří fotografie, sochy a instalace, v nichž často používá sexuální symboliku a humor, aby zpochybnila konvence a upozornila na absurditu všedního dne
- 24. listopadu – Koos Breukel, nizozemský portrétní fotograf
- ? – Ann Lislegaardová, norská umělkyně působící v Kodani a New Yorku, známá svými 3D filmovými animacemi a zvukově-světelnými instalacemi, na téma sci-fi, gender a koncepty budoucnosti
- ? – Anna Michalak-Pawłowska, polská fotografka, kulturní animátorka, divadelní expertka a akademická pedagožka
- ? – Cathrine Wesselová, norská fotografka působící v New York City, přispívá do magazínů jako jsou například Elle, Women's Health, Glamour a Condé Nast Traveler
- ? – Agnieszka Sadowska, polská fotografka a fotoreportérka, dokumentuje společenské a kulturní dění na Podlasí
- ? – Uğur Uluocak, turecký horolezec a fotograf († 2. července 2003)
- ? – Jasuko Kotani, japonská fotografka
- ? – Azmet Jah, britský fotograf a kameraman
- ? – Guy Tillim, jihoafrický fotograf známý svou prací zaměřenou na problémové oblasti subsaharské Afriky
- ? – Angèle Etoundi Essamba, kamerunsko - holandská fotografka
- ? – Kelly Wood, kanadská vizuální umělkyně a fotografka
- ? – Élise Hardy, francouzská fotografka
- ? – Martha Rial, americká fotografka
- ? – Yves Leresche, švýcarský fotograf
- ? – Arnault Joubin, francouzský fotograf

## Úmrtí v roce 1962
- 4. ledna – Anna Grostøl, norská učitelka, fotografka a folkloristka (* 30. dubna 1894)
- 16. ledna – Frank Hurley, australský fotograf (* 15. října 1885)
- 20. ledna – Jacques Boolsky, ukrajinský fotograf a konstruktér (* 31. prosince 1895)
- 18. dubna – Bončo Karastojanov, bulharský fotograf a kameraman (* 24. ledna 1899)
- 31. srpna – Lora Webb Nicholsová, americká fotografka, fotografovala každodenní život ve Wyomingu (* 28. října 1883)
- 23. listopadu – Jónosuke Natori, japonský fotograf a editor (* 3. září 1910)
- ? – Leonid Dorenskij, ruský fotograf a fotoreportér (* 1910)
- ? – Emil Liebich, bulharský fotograf rakouského původu (* 1882)
- ? – Monte Luke, australský fotograf, herec a režisér (* 1885)
- ? – Josep Sala, španělský fotograf (* 1896)